# Karyá
Karyá (Karya) är en ort i Grekland.   Den ligger i prefekturen Lefkas och regionen Joniska öarna, i den centrala delen av landet, 280 km väster om huvudstaden Aten. Karyá ligger 425 meter över havet och antalet invånare är 589. Den ligger på ön Lefkas.
Terrängen runt Karyá är huvudsakligen kuperad, men söderut är den bergig. Havet är nära Karyá åt nordväst. Runt Karyá är det ganska glesbefolkat, med 39 invånare per kvadratkilometer. Närmaste större samhälle är Lefkáda, 9,3 km nordost om Karyá. 